# Паньшонки
Паньшонки — деревня в Фалёнском районе Кировской области. 

## География
Находится на расстоянии примерно 47 километров по прямой на юг от районного центра поселка Фалёнки.

## История
Известна с 1765 года как починок Верхобельский с 17 жителями. В 1873 году отмечено дворов 15 и жителей 125, в 1905 34 и 226, в 1926 44 и 217, в 1950 34 и 226. В 1989 году было 319 жителей. В 1958 году деревня стала центром большого колхоза «Россия», с 1968 одноименного совхоза. В период конца 1960-1970-х годов деревня быстро развивалась, за 2 года появилась, например, целая улица жилых домов. С 1993 года основным предприятием стал колхоз «Верхобельский». До 2020 года входила в Талицкое сельское поселение Фалёнского района, ныне непосредственно в составе Фалёнского района.

## Население
| 1763 | 1873 | 1891 | 1905 | 1926 | 1950 | 1989 |
| ---- | ---- | ---- | ---- | ---- | ---- | ---- |
| 17   | ↗125 | ↗181 | ↗226 | ↘217 | ↘112 | ↗319 |
| 2002 | 2010 |      |      |      |      |      |
| ↘302 | ↘165 |      |      |      |      |      |